# Liste der Nummer-eins-Hits in den Rhythmic Airplay Charts (2009)
| Singles |
| --- |
| - T.I. feat. Rihanna – Live Your Life - 10 Wochen (22. November 2008 – 30. Januar 2009) - Kanye West – Heartless - 5 Wochen (31. Januar – 6. März) - T.I. feat. Justin Timberlake – Dead and Gone - 4 Wochen (7. März – 3. April) - Soulja Boy Tell 'Em feat. Sammie – Kiss Me Thru the Phone - 2 Wochen (4. April – 17. April) - Jamie Foxx feat. T-Pain – Blame It - 5 Wochen (18. April – 22. Mai) - Kid Cudi – Day n Nite - 1 Woche (23. Mai – 29. Mai) - The Black Eyed Peas – Boom Boom Pow - 3 Wochen (30. Mai – 19. Juni) - Keri Hilson feat. Kanye West & Ne-Yo – Knock You Down - 2 Wochen (18. Juni – 3. Juli, insgesamt 3 Wochen) - Jeremih – Birthday Sex - 1 Woche (4. Juli – 10. Juli) - Keri Hilson feat. Kanye West & Ne-Yo – Knock You Down - 1 Woche (11. Juli – 17. Juli, insgesamt 3 Wochen) - Drake – Best I Ever Had - 10 Wochen (18. Juli – 25. September) - Jay Sean feat. Lil Wayne – Down - 3 Wochen (26. September – 16. Oktober) - Jay-Z feat. Rihanna und Kanye West – Run This Town - 4 Wochen (17. Oktober – 13. November) - Jason Derulo – Watcha Say - 2 Wochen (14. November – 27. November) - Beyoncé – Sweet Dreams - 1 Woche (28. November – 4. Dezember) - Jay-Z feat. Alicia Keys – Empire State of Mind - 6 Wochen (5. Dezember 2009 – 22. Januar 2010) |